# Isola di Bristol

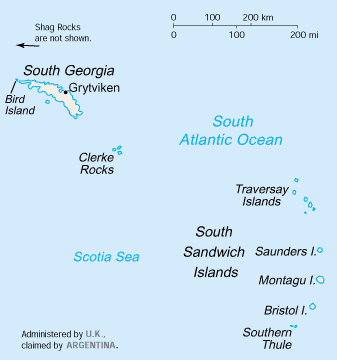
Isola di Bristol

L'isola di Bristol è un'isola situata nell'Oceano Atlantico meridionale, fa parte dell'arcipelago delle isole Sandwich Australi, politicamente parte del territorio della Georgia del Sud e Isole Sandwich Australi, uno dei Territori d'oltremare britannici, la sovranità è reclamata anche dall'Argentina.

## Geografia
È situata 800 km a sud dell'isola di Georgia del Sud, a 8 km dall'isola Montagu e dall'isola di Morell nelle isole Thule Meridionali.
L'isola che misura circa 9 km di larghezza e 10 di lunghezza ed è la terza più grande delle Sandwich Australi ma, a causa delle sue coste scoscese, è anche la meno esplorata dell'arcipelago.
È costituita da diversi stratovulcani alcuni dei quali attivi. I principali sono il Mount Darnley (1100 m) che è il più meridionale, il Havfruen Peak (365 m) e il Mount Sourabaya (915 m). Le ultime eruzioni sono state registrate negli anni 1823, 1935, 1936, 1950, 1956 e nel 2016 per il Mount Sourabaya

## Storia
Fu scoperta il 3 gennaio del 1775 da una spedizione britannica condotta da James Cook e fu chiamata così in onore di Augustus Hervey, III conte di Bristol, ufficiale della marina britannica, inizialmente venne chiamata Cape Bristol presumendo che fosse la punta di un tratto di terra molto più grande. Il nome venne corretto successivamente da Fabian von Bellingshausen nel 1802. Il primo a sbarcare fu il norvegese Carl Anton Larsen nel 1908.